# مالاتيستا
آل مالاتيستا (بالإيطالية: Malatesta)‏، أسرة إيطاليا حكمت ريميني ومقاطعتها من عام 1295 حتى 1528 وامتد نفوذها في أقصاه إلى قلاع سان مارينو الشمالية، ومقاطعة بيزارو وأجزاء من مقاطعات أنكونا، فورلي رافينا.
تعود أصول الأسرة من البعض إلى زمن روما القديمة، ولكن أول الأخبار التاريخية تعود إلى القرن الثامن حول حاكم لرافينا اسمه جوفاني ويبدو أنه كان مؤسس الأسرة. وقد يعود تاريخ أصل اسم مالاتيستا إلى القرن العاشر، ويشير لأحد أفراد الأسرة يدعى رودولفو أظهر شجاعة وصلابة في الدفاع عن نفسه من الهجمات الخارجية.
كان فيروكيو دا مالاتيستا (توفي سنة 1312) كوندوتييرو غويلفي وأصبح بوديستا ريميني في سنة 1239 وليكون حاكم المدينة، قرر في سنة 1295 طرد جميع الأسر الغيبلينية المنافسة.

## معرض صور

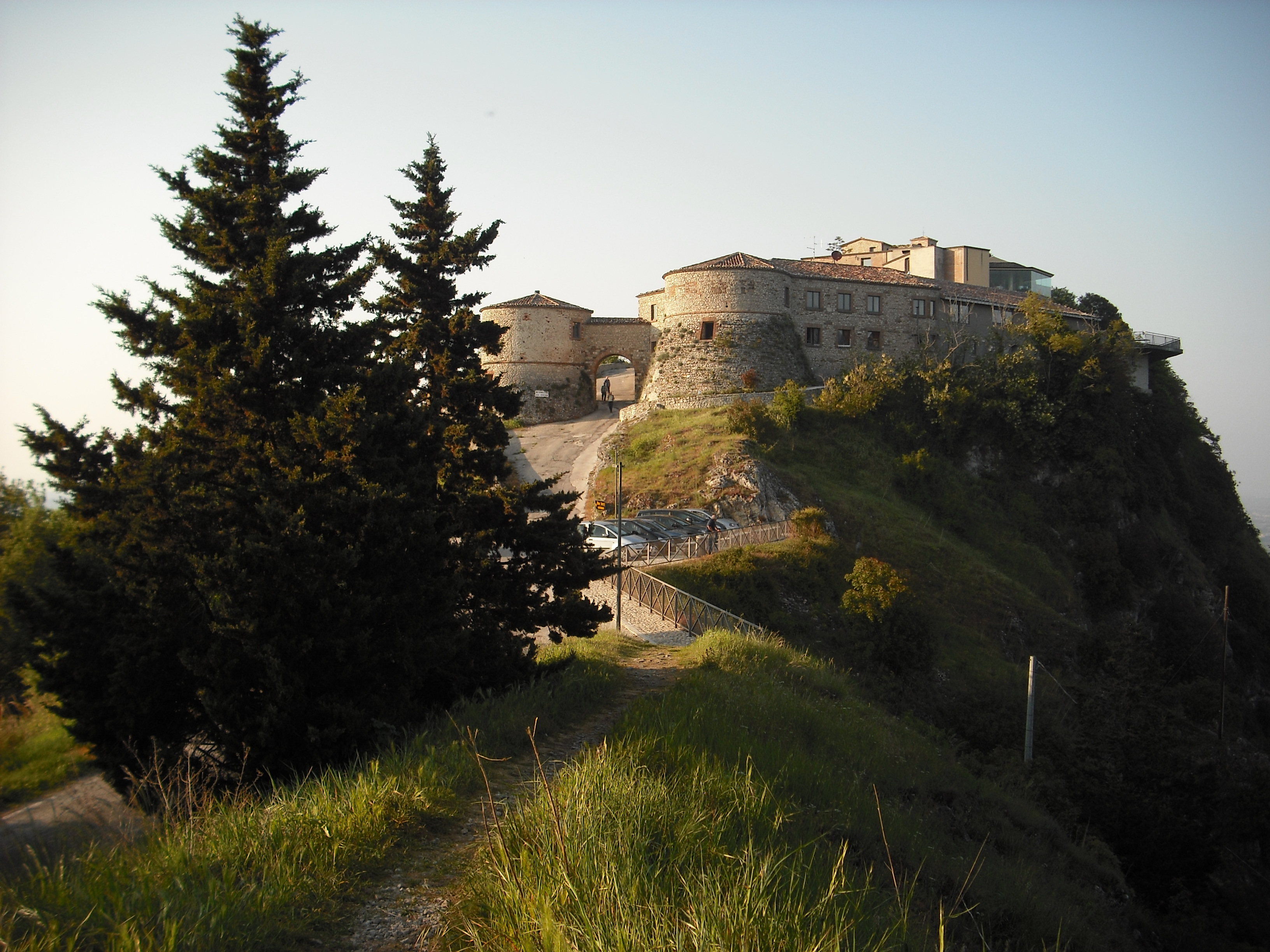
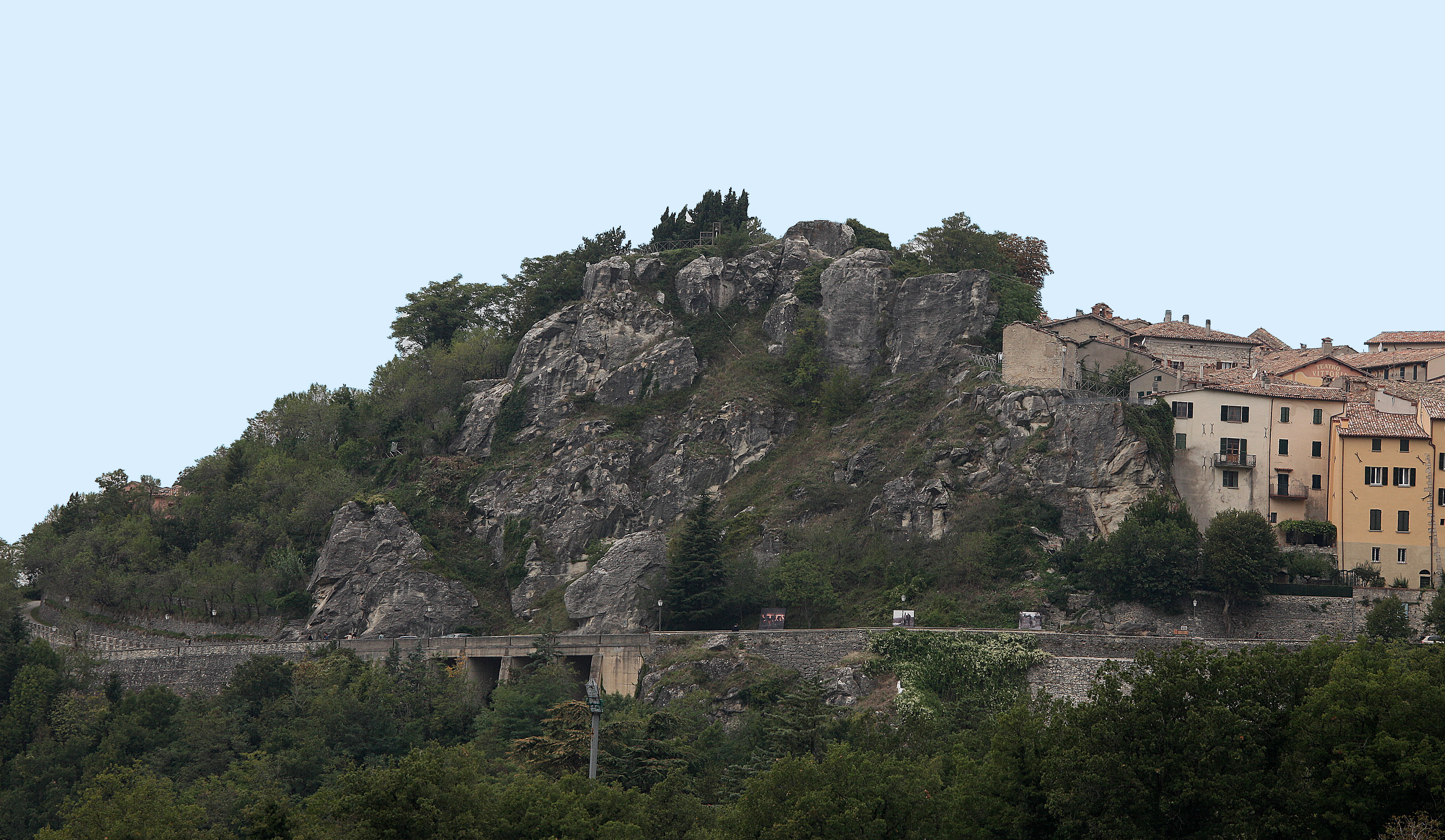
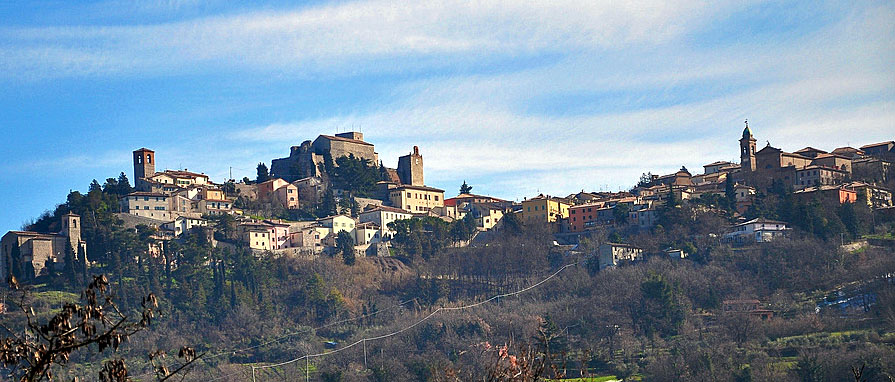